# اگبودجی
اگبودجی (به لاتین: Agbodji) یک منطقهٔ مسکونی در بنین است که در استان مونو واقع شده‌است.

## خصوصیات
اگبودجی ۸٬۳۷۶ نفر جمعیت دارد.